# Edward Evan Evans-Pritchard
Edward Evan Evans-Pritchard (Crowborough, Sussex, 1902 - Oxford, 1973), antropòleg anglès deixeble de CH. G. Seligman, de l'any 1946 al 1970 fou catedràtic d'antropologia social a la Universitat d'Oxford. Africanista, va dirigir nombroses i importants recerques entre les poblacions del Nil Superior, especialment els zandes i els nuers. Evans-Pritchard va articular l'estudi d'aquestes societats i de les seves cultures amb una sèrie de monografies dedicades a l'organització política, a la religió, al parentiu i al matrimoni, analitzant especialment la relació del grup i el seu bestiar, relacionant l'equivalència simbòlica entre persones i bèsties; amb aquesta base, es presenten com a realitats del mateix ordre i poden ser intercanviables. Aquesta equivalència és manifesta, segons Evans-Pritchard, en la relació de sacrificis entre individu i Déu, ja que durant el sacrifici l'animal ocupa el lloc de l'ésser humà. Per això, el bestiar no és únicament necessari per a l'alimentació del grup i per a concordar matrimonis com a preu de la futura muller, sinó que permet la sacralització de les empreses socials i la victòria contra qualsevol mal.
Evans-Pritchard va dirigir, amb l'ajut de Meyer Fortes, la publicació de les recerques de diferents especialistes sobre els sistemes polítics africans (1940), que intentava verificar, entre altres temes, la possible relació entre els sistemes estatals i la més o menys elevada densitat de població.